# Tatarka (chanteuse)
Tatarka, de son nom civil Irina Aleksandrovna Smelaya (russe : Ирина Александровна Смелая ; née le 21 décembre 1991 à Naberejnye Tchelny, en URSS), est une rappeuse et chanteuse russe. Chantant en russe, en tatar et en anglais, elle porte le nom de Tatarka, qui signifie « la Tatare », en hommage à ses racines tatares.

## Biographie
Irina Aleksandrovna Smelaya naît le 21 décembre 1991 à Naberejnye Tchelny au Tatarstan. Elle déménage ensuite à Saint-Pétersbourg. Devenue populaire grâce aux émissions de bricolage Fashion Trashon, elle dirige ensuite pendant deux ans une chaîne personnelle sur YouTube, dans laquelle elle produit des vidéos sous le nom de Татарские будни (« Le quotidien des tatars ».
Fin 2016, elle sort son premier clip pour le morceau Altyn, dans lequel l'interprète danse sur fond de voitures en portant des vêtements du créateur populaire Gosha Rubchinskiy. Au cours de la première semaine, la vidéo recueille plus de trois millions de vues, et Afisha l'inclut dans sa liste des 100 meilleures vidéos musicales de l'année 2016. La composition musicale est un claude rap en langue tatare,. Le clip du single Altyn est filmé par la société de production ClickClack. La même société travaille avec le groupe Little Big. Le clip est filmé en deux jours, en utilisant un effet de ralenti par tournage rapide. Il est révélé plus tard que le clip lui-même est une grande publicité de Samsung.
L'auteur des paroles du morceau Altyn est Ilyas Gafarov, directeur du label Kazan Yummy Music et artiste hip-hop du projet Ittifaq. Ilyas est approché par des représentants du label KlikKlak, qui connaissaient son travail, et propose d'écrire les paroles. La musique est composée par Viktor Sibrinin, un représentant du label. Le titre du morceau signifie « D'or » en tatar.
Depuis l'été 2018, elle travaille à l'enregistrement de son premier album. L'album est enregistré en deux langues, en tatar et en anglais. Le 28 juin 2019, Tatarka publie le clip du morceau AU, filmé dans les villes de Tachkent, Khiva et Tchirtchik en Ouzbékistan. L'album Golden Flower sort le 29 octobre 2020.